# Миколаївський Пустинно-Рихлівський монастир
Миколаївський Пустинно-Рихлівський монастир УПЦ (МП) знаходиться в селі Рихли, Коропського району Чернігівської області в Україні, під контролем Ніжинської єпархії УПЦ МП.

## Географія
Розташований на найвищій точці Чернігівщини — висоті 212 метрів над рівнем моря.

## Історія

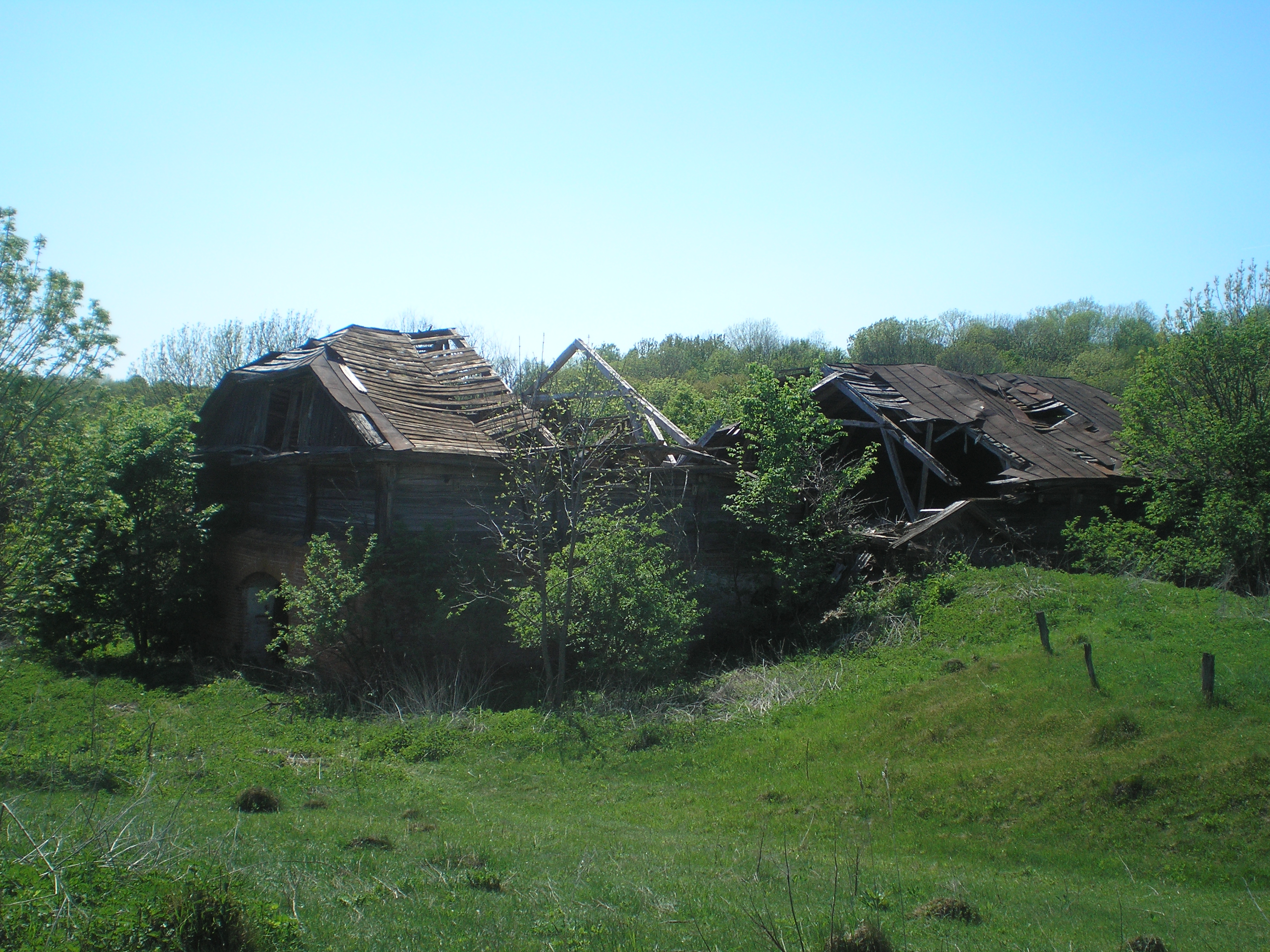
Руїни конюшні

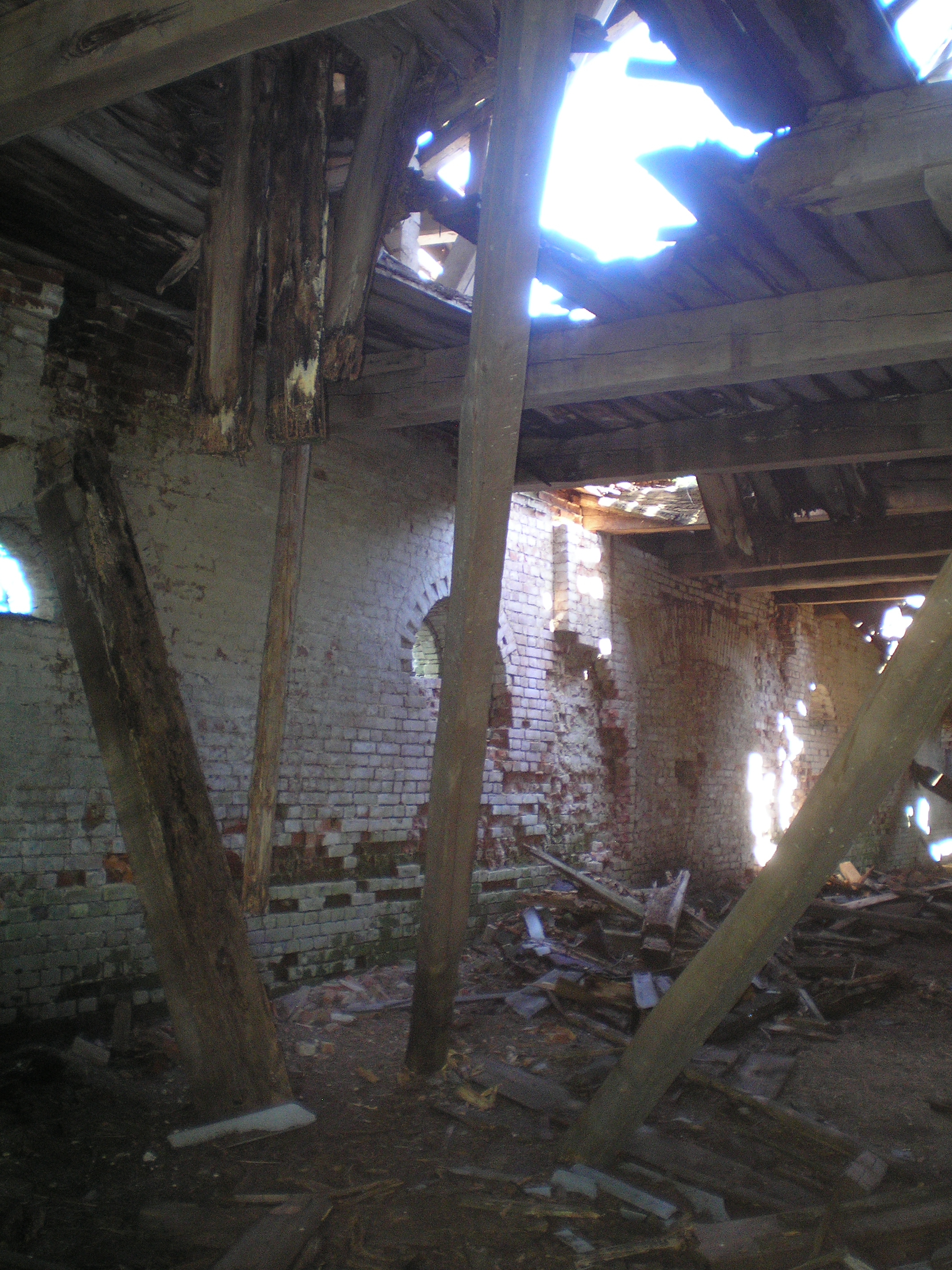
Чого не встигли зруйнувати люди — довершує час

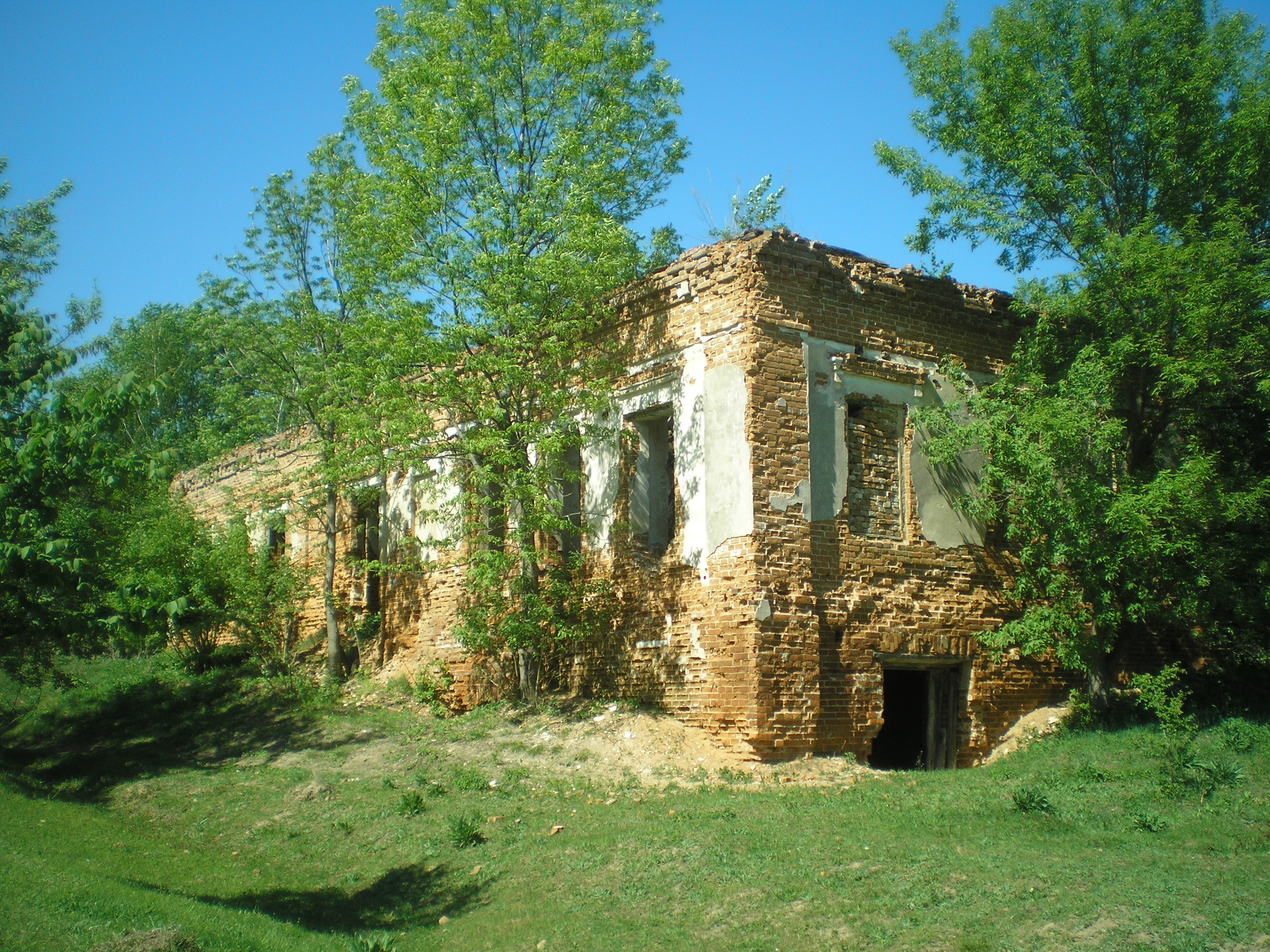
Руїни келій

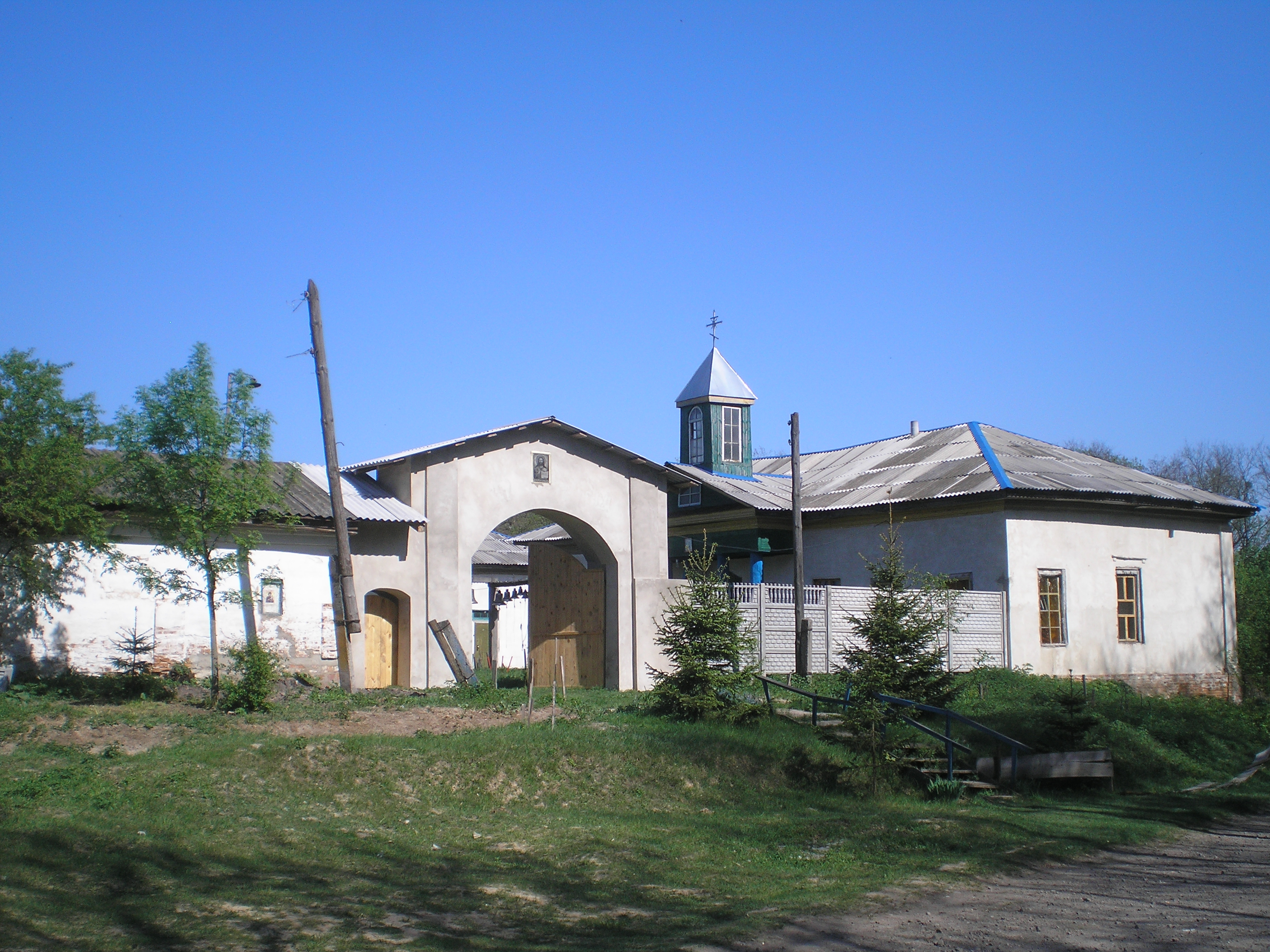
Сучасний вигляд монастиря

### Московсько-польські часи
Наприкінці XVI століття в цій лісовій пустині стояла дерев'яна церква, і в майбутньому біля неї з'явилась чудотворна ікона Святителя Миколая, надіслана Богом, для укріплення віри українського народу. Вона стала одним із центром православ'я на Чернігівській землі, яку Московія змушена була повернути до складу Київської митрополії після Деулінського перемир'я 1618.

### Легенди
За легендою, одному з місцевих мешканців, пасічнику, з'явилась на клені ікона Святителя Миколая. Він забрав її додому, проте на ранок ікона знову з'явилась на тому ж дереві. Так повторялось декілька разів, перш чим чоловік зрозумів, що таким чином Святитель вказує закласти на цьому місці дзвіницю, що і було зроблено. Перший час служба правилась в ній лише двічі на рік — на «зимового» (19 грудня) і «літнього» (22 травня) Миколая…

### Розквіт
Спочатку ченці, які приходили сюди з різних монастирів, жили в печерах, згодом звели житлові приміщення, трапезну, церкву на місці явлення ікони. 1666, стараннями архієпископа Лазаря Барановича і братів Многогрішних — Василя і Гетьмана Даміана, монастир твердо став на ноги. Йому передано багато сіл, сінокосів, переправ через Десну, млинів. 1754 знищений пожежею, але швидко відбудований.
Під кінець свого існування обитель мала 950 га орних земель, 800 га сінокосів, 25 сіл і 18 км річки Десни. А ще — 5 храмів і 100 будівель, споруджених на 37 гектарах — майже нинішня Києво-Печерська Лавра. Було 300 монахів і послушників, діяли п'ять храмів, створений навіть печерний комплекс.
У монастирі зберігався, шанований козаками, образ св. Миколая, на якому риза була виконана коштом «Війська Запорозького полковника миргородського Данила Апостола». У головній церкві була також мистецька срібна дарохранительниця, виконана у 1749.

### Занепад
Після встановлення в Україні більшовицької влади, почалися гоніння на віру. 1922 монастир закрили, а братію монастиря на чолі з архімандритом Євгенієм вигнали з обителі. Починаючи з 1930-их років стіни храму, за вказівкою місцевої влади, розібрали на будівництво дороги.
У пізні часи СРСР впритул до північного краю гостинного двору обителі було побудовано село Рихли.

### Відродження
2004 року почалось відродження монастиря. 13.07.2006 р. Синод УПЦ МП вирішив відкрити Пустинно-Рихловський Свято-Миколаївський чоловічий монастир у с. Рихли Коропського району Чернігівської області. 28.07.2019 синод перетворив монастир на Миколаївський Пустинно-Рихлівський жіночий монастир.

## Намісники (з 2006)
Чоловічий монастир (2006—2019)
- Серафим (Варварін) — 13.07.2006[1] — 22.11.2008[3]
- Гурій (Фіров) — 22.11.2008[3] — 27.10.2015[4]
- Єлисей (Ткаченко) — 27.10.2015[4] — 28.07.2019[2]

Жіночий монастир (з 2019)
- Олімпіада (Михайлович) — з 28.07.2019[2]